# Кристиан Эрнст (маркграф Бранденбург-Байрейта)
Кристиан Эрнст Бранденбург-Байрейтский (нем. Christian Ernst von Brandenburg-Bayreuth; 27 июля 1644, Байройт — 10 мая 1712, Эрланген) — маркграф княжества Байрейт в 1655—1712 годах. Представитель династии Гогенцоллернов. Имперский фельдмаршал (16 августа 1691).

## Биография
Кристиан Эрнст — сын Эрдмана Августа Бранденбург-Байрейтского и Софии Бранденбург-Ансбахской, внук Кристиана Бранденбург-Байрейтского. Отец Кристиана Эрнста умер раньше своего отца, поэтому Кристиан Эрнст наследовал в Байрейте своему деду.
Маркграф зарекомендовал себя верным сторонником императора Священной Римской империи Леопольда I и поддерживал его в военных походах, участвовал в военных действиях в Голландии, Лотарингии и освобождении Вены от турок и показал себя талантливым военачальником. 11 марта 1701 года император по согласованию с рейхстагом назначил его рейхсгенерал-фельдмаршалом (генералиссимусом).
Кристиан Эрнст увлекался искусством, оказывал поддержку развитию образования в Байрейте и обустраивал свой город-резиденцию.
Кристиан Эрнст похоронен в городской церкви Байройта.

## Потомки
29 октября 1662 года в Дрездене Кристиан Эрнст женился на своей кузине Эрдмуте Софии Саксонской, дочери саксонского курфюрста Иоганна Георга II. Эрдмута София умерла в 1670 году. В браке детей не было.
Спустя восемь месяцев после её смерти Кристиан Эрнст женился во второй раз. 8 февраля 1671 года в Штутгарте он сочетался браком с Софией Луизой Вюртембергской, дочерью герцога Эберхарда III Вюртембергского. София Луиза умерла в 1702 году. В браке родилось шестеро детей:
- Кристиана Эбергардина (1671—1727), замужем за королём Польши и Саксонии Августом II
- Элеонора Магдалена (1673—1711), замужем за Германом Фридрихом Гогенцоллерн-Гехингенским
- Клаудия Элеонора София (1675—1676)
- Шарлотта Эмилия (1677—1678)
- Георг Вильгельм (1678—1726), маркграф Бранденбург-Байрейтский
- Карл Людвиг (1679—1680)

Через пять месяцев после смерти Софии Луизы Кристиан Эрнст женился в третий раз. Свадьба с Елизаветой Софией Бранденбургской, дочерью курфюрста Бранденбурга Фридриха Вильгельма, состоялась в Потсдаме 30 марта 1703 года. В браке детей не было.